# Liste der Mitglieder des Sächsischen Landtags 1889/90
Diese Liste gibt einen Überblick über die Mitglieder des 23. ordentlichen Sächsischen Landtags, der vom 13. November 1889 bis zum 26. März 1890 tagte.

## Zusammensetzung der I. Kammer

### Präsidium
- Präsident: Ludwig Eduard Victor Freiherr von Zehmen
- Vizepräsident: Paul Alfred Stübel
- 1. Sekretär: Richard Graf von Könneritz
- 2. Sekretär: Ernst Heinrich Thiele

### Vertreter des Königshauses und der Standesherrschaften
| Besitz oder Institution                                      | Abgeordneter                                           | Bemerkungen                    |
| ------------------------------------------------------------ | ------------------------------------------------------ | ------------------------------ |
| Sächsisches Königshaus                                       | Prinz Georg Prinz Friedrich August                     |                                |
| Besitzer der Standesherrschaft Königsbrück                   | August Graf Wilding von Königsbrück                    |                                |
| Besitzer der Standesherrschaft Reibersdorf                   | Johann Georg Graf von Einsiedel                        |                                |
| Bevollmächtigter der Herrschaft Wildenfels                   | Georg von Posern                                       |                                |
| Vertreter der vier Schönburgischen Lehnsherrschaften         | Otto Friedrich Fürst und Herr von Schönburg-Waldenburg |                                |
| Bevollmächtigter der fünf Schönburgischen Rezessherrschaften | Gustav von Metzsch-Reichenbach                         |                                |
| Vertreter der Universität Leipzig                            | Adolf Blomeyer                                         | † 18. Dezember 1889            |
| Vertreter der Universität Leipzig                            | Felix Victor Birch-Hirschfeld                          | eingetreten am 16. Januar 1890 |

### Vertreter der Geistlichkeit
| Amt                                  | Abgeordneter              | Bemerkungen     |
| ------------------------------------ | ------------------------- | --------------- |
| Evangelischer Oberhofprediger        | Ernst Julius Meier        |                 |
| Dekan des Domstifts zu Bautzen       | Franz Bernert             | † 18. März 1890 |
| Superintendent zu Leipzig            | Johann Theodor Oskar Pank |                 |
| Vertreter des Kollegiatstifts Wurzen | Eugen Küstner             |                 |
| Vertreter des Hochstifts Meißen      | Gustav von Watzdorf       |                 |

### Auf Lebenszeit gewählte Abgeordnete der Rittergutsbesitzer
| Wahlbezirk            | Abgeordneter                                                  | Bemerkungen |
| --------------------- | ------------------------------------------------------------- | ----------- |
| Meißner Kreis         | Rudolf Karl Freiherr von Finck                                |             |
| Meißner Kreis         | Victor Wilhelm Freiherr von Ferber                            |             |
| Meißner Kreis         | Karl Christian Arthur Freiherr Dathe von Burgk                |             |
| Erzgebirgischer Kreis | Wilhelm von Herder                                            |             |
| Erzgebirgischer Kreis | Ernst Wecke                                                   |             |
| Oberlausitz           | Ferdinand Graf und Edler Herr zu Lippe-Biesterfeld-Weißenfeld |             |
| Oberlausitz           | vakant                                                        |             |
| Oberlausitz           | Friedrich Theodor von Zezschwitz                              |             |
| Leipziger Kreis       | Otto von Böhlau                                               |             |
| Leipziger Kreis       | Alexis Peltz                                                  |             |
| Vogtländischer Kreis  | Rudolph Woldemar von Bodenhausen                              |             |
| Vogtländischer Kreis  | Hans Georg Christoph Freiherr von Reitzenstein                |             |

### Rittergutsbesitzer durch Königliche Ernennung
- Friedrich Otto Heinrich Freiherr von Friesen
- Hans Dietrich Konrad von Trützschler
- Ludwig Eduard Victor von Zehmen
- Bernhard Edler von der Planitz
- Richard Graf von Könneritz
- Theodor Heinrich Reich
- Karl Kaspar Graf von Rex
- Theodor Graf zur Lippe-Biesterfeld-Weißenfeld
- Otto Ludwig Christof von Schönberg
- Leo Sahrer von Sahr

### Magistratspersonen
| Wahlbezirk | Abgeordneter                                        | Bemerkungen        |
| ---------- | --------------------------------------------------- | ------------------ |
| Dresden    | Paul Alfred Stübel, Oberbürgermeister               |                    |
| Leipzig    | Otto Robert Georgi, Oberbürgermeister               |                    |
| Plauen     | Oskar Theodor Kuntze, Oberbürgermeister             |                    |
| Freiberg   | Otto Gustav Beutler, Bürgermeister                  |                    |
| Borna      | Karl Heinrich, Bürgermeister                        |                    |
| Döbeln     | Ernst Heinrich Thiele, Bürgermeister                |                    |
| Bautzen    | Conrad Eduard Löhr, Bürgermeister                   | † 22. Februar 1890 |
| Chemnitz   | Heinrich Friedrich Wilhelm André, Oberbürgermeister |                    |

### Vom König nach freier Wahl ernannte Mitglieder
- Friedrich Alfred Degner
- Ernst Karl Rudolf Wachsmuth
- Friedrich Louis Christian Karl Wannschaff
- Scipio Agricola Herbig
- Bernhard Freiherr von Tauchnitz

## Zusammensetzung der II. Kammer

### Präsidium
- Präsident: Daniel Ferdinand Ludwig Haberkorn
- 1. Vizepräsident: Lothar Ottokar Wilhelm Streit
- 2. Vizepräsident: Arthur Georgi
- 1. Sekretär: Carl Bernhard Speck
- stellvertretender 1. Sekretär: Reinhold Möbius
- 2. Sekretär: Oswald Ahnert
- stellvertretender 2. Sekretär: Ernst Robert Härtwig

### Städtische Wahlbezirke
| Wahlbezirk | Abgeordneter                             | Partei / politische Ausrichtung       | Bemerkungen                                                                  |
| ---------- | ---------------------------------------- | ------------------------------------- | ---------------------------------------------------------------------------- |
| Dresden 1  | Eduard Wetzlich                          | Konservativer Landesverein in Sachsen |                                                                              |
| Dresden 2  | Paul Schickert                           | Konservativer Landesverein in Sachsen |                                                                              |
| Dresden 3  | Karl Friedrich Emil Bönisch              | DFP                                   |                                                                              |
| Dresden 4  | August Kaden                             | SPD                                   |                                                                              |
| Dresden 5  | Heinrich Hermann Klemm                   | Konservativer Landesverein in Sachsen | Nachwahl nach Beförderung von Ludwig Ferdinand Adolph Bartholomäus           |
| Leipzig 1  | Paul Bassenge                            | NLP                                   |                                                                              |
| Leipzig 2  | Otto Schill                              | NLP                                   |                                                                              |
| Leipzig 3  | Gustav Fritzsche                         | DFP                                   |                                                                              |
| Chemnitz 1 | Eugen Esche                              | Freisinn                              | Nachwahl nach Tod von Ernst Otto Clauß, Mandat am 14. Januar 1890 angetreten |
| Chemnitz 2 | Wilhelm Liebknecht                       | SPD                                   |                                                                              |
| Zwickau    | Lothar Ottokar Wilhelm Streit            | DFP                                   |                                                                              |
| 1          | Daniel Ferdinand Ludwig Haberkorn        | Konservativer Landesverein in Sachsen |                                                                              |
| 2          | Eduard Weigang                           | DFP                                   |                                                                              |
| 3          | Reinhard Buchwald                        | Konservativer Landesverein in Sachsen |                                                                              |
| 4          | Hermann Friedrich Theodor Schreck        | DFP                                   |                                                                              |
| 5          | Karl Gustav Ackermann                    | Konservativer Landesverein in Sachsen |                                                                              |
| 6          | Wilhelm Franz Müller                     | Liberal                               |                                                                              |
| 7          | Hans Alexander von Bosse                 | Konservativer Landesverein in Sachsen |                                                                              |
| 8          | Ernst Robert Härtwig                     | Konservativer Landesverein in Sachsen |                                                                              |
| 9          | Ludwig Albert Julius Niethammer          | NLP                                   |                                                                              |
| 10         | Curt Moritz Starke                       | DFP                                   |                                                                              |
| 11         | Johannes Müller                          | Konservativer Landesverein in Sachsen |                                                                              |
| 12         | Oswald Ahnert                            | NLP                                   |                                                                              |
| 13         | Christian Heinrich Richard Bretschneider | Konservativer Landesverein in Sachsen |                                                                              |
| 14         | Franz Ludwig Oehmig                      | Konservativer Landesverein in Sachsen |                                                                              |
| 15         | Karl Friedrich Ferdinand Uhle            | Liberal                               |                                                                              |
| 16         | Hermann Kürzel                           | NLP                                   | Mandatsniederlegung im Dezember 1889 um Wahlprüfung zu entgehen              |
| 16         | August Colditz                           | SPD                                   | Nachwahl, Mandatsantritt am 21. Februar 1890                                 |
| 17         | Karl Albin Uhlmann                       | DFP                                   |                                                                              |
| 18         | Moritz Werner                            | NLP                                   |                                                                              |
| 19         | Karl Crüwell                             | NLP                                   |                                                                              |
| 20         | Hans von Trebra-Lindenau                 | Konservativer Landesverein in Sachsen |                                                                              |
| 21         | Arthur Georgi                            | NLP                                   |                                                                              |
| 22         | Hugo Gottfried Opitz                     | Konservativer Landesverein in Sachsen |                                                                              |
| 23         | Franz Moritz Kirbach                     | NLP                                   |                                                                              |
| 24         | Robert Richard Grahl                     | DFP                                   |                                                                              |

### Ländliche Wahlbezirke
| Wahlbezirk | Abgeordneter                   | Partei / politische Ausrichtung       | Bemerkungen                                   |
| ---------- | ------------------------------ | ------------------------------------- | --------------------------------------------- |
| 1          | Ernst Wilhelm Böhns            | DFP                                   |                                               |
| 2          | Karl Gustav Fährmann           | DFP                                   |                                               |
| 3          | Oskar Preibisch                | NLP                                   |                                               |
| 4          | Rudolph Elwir Hähnel           | Konservativer Landesverein in Sachsen |                                               |
| 5          | Andreas Strauch                | Konservativer Landesverein in Sachsen | sorbisch Handrij Kerk                         |
| 6          | Karl Friedrich Matthes         | Konservativer Landesverein in Sachsen |                                               |
| 7          | Karl Oswald Minkwitz           | DFP                                   |                                               |
| 8          | Michael Kockel                 | Konservativer Landesverein in Sachsen | sorbisch Michał Kokla                         |
| 9          | Gustav Philipp                 | DFP                                   |                                               |
| 10         | Ludwig Bramsch                 | Konservativer Landesverein in Sachsen |                                               |
| 11         | Friedrich Wilhelm May          | DFP                                   |                                               |
| 12         | Friedrich Gustav Frenzel       | DFP                                   |                                               |
| 13         | Ernst Steyer                   | Konservativer Landesverein in Sachsen |                                               |
| 14         | Richard von Oehlschlägel       | Konservativer Landesverein in Sachsen |                                               |
| 15         | Philipp Steyer                 | Konservativer Landesverein in Sachsen |                                               |
| 16         | Rudolph Waldemar von Seydewitz | Konservativer Landesverein in Sachsen |                                               |
| 17         | Ernst Emil Horst               | Konservativer Landesverein in Sachsen |                                               |
| 18         | Karl Dietrich von Carlowitz    | Konservativer Landesverein in Sachsen |                                               |
| 19         | Karl Heinrich Richter          | Konservativer Landesverein in Sachsen |                                               |
| 20         | Adolf Eulitz                   | Konservativer Landesverein in Sachsen | Nachwahl nach Tod von Erdmann Theodor Günther |
| 21         | Ernst Däberitz                 | Konservativer Landesverein in Sachsen |                                               |
| 22         | Johann Nepomuk Köckert         | Konservativer Landesverein in Sachsen |                                               |
| 23         | August Bebel                   | SPD                                   |                                               |
| 24         | Louis Mühlig                   | NLP                                   |                                               |
| 25         | Eduard Rößner                  | Konservativer Landesverein in Sachsen |                                               |
| 26         | Magnus Guido Uhlemann          | Konservativer Landesverein in Sachsen |                                               |
| 27         | Karl Paul Mehnert              | Konservativer Landesverein in Sachsen |                                               |
| 28         | Karl Ernst Seydel              | Konservativer Landesverein in Sachsen |                                               |
| 29         | Wilhelm Julius Knechtel        | Konservativer Landesverein in Sachsen |                                               |
| 30         | Friedrich Geyer                | SPD                                   |                                               |
| 31         | Karl Otto                      | SPD                                   |                                               |
| 32         | Johannes Schubart              | Konservativer Landesverein in Sachsen |                                               |
| 33         | Karl Gottlob Heymann           | Konservativer Landesverein in Sachsen |                                               |
| 34         | Louis Uhlig                    | Konservativer Landesverein in Sachsen | Nachwahl                                      |
| 35         | Reinhold Möbius                | Konservativer Landesverein in Sachsen |                                               |
| 36         | Heinrich Stolle                | SPD                                   |                                               |
| 37         | Friedrich Wilhelm Berger       | Konservativer Landesverein in Sachsen |                                               |
| 38         | Ernst Ludwig Gelbke            | Konservativer Landesverein in Sachsen |                                               |
| 39         | Hermann Leithold               | Konservativer Landesverein in Sachsen |                                               |
| 40         | Karl Wilhelm Stolle            | SPD                                   |                                               |
| 41         | Carl Bernhard Speck            | Konservativer Landesverein in Sachsen |                                               |
| 42         | Guido Breitfeld                | Konservativer Landesverein in Sachsen |                                               |
| 43         | Adolf Maximilian von Polenz    | Konservativer Landesverein in Sachsen |                                               |
| 44         | Wilhelm Zeidler                | Konservativer Landesverein in Sachsen |                                               |
| 45         | Clemens Wehner                 | Konservativer Landesverein in Sachsen |                                               |